# Herbert Standing
Herbert Standing (13 de noviembre de 1846-5 de diciembre de 1923) fue un actor teatral y cinematográfico británico, activo en la época del cine mudo. Patriarca de la familia Standing de intérpretes, tuvo numerosos hijos, muchos de los cuales se dedicaron al teatro y al cine.

## Biografía
Nacido en Peckham, Londres (Inglaterra), Standing se inició en el teatro en 1867, pasando al cine en 1913.
Entre los hijos de Standing figuran Sir Guy Standing, Wyndham Standing, Percy Standing, Jack Standing, Herbert Standing Jr. y Aubrey Standing. Entre sus nietos dedicados al mundo del espectáculo se encuentran Joan Standing, Kay Hammond, Guy Standing Jr. y Jack Standing Jr. El actor John Standing (hijo de Kay Hammond) es su bisnieto.
Herbert Standing falleció en Los Ángeles, California, en el año 1923.

## Filmografía
- 1913 : Twickenham Ferry - cortometraje
- 1914 : A Romance of the Sea - cortometraje
- 1914 : The Geisha, de Raymond B. West - cortometraje
- 1914 : Breed o' the North, de Walter Edwards - cortometraje
- 1914 : From Out of the Dregs, de Scott Sidney - cortometraje
- 1914 : False Colors, de Phillips Smalley
- 1915 : It's No Laughing Matter, de Lois Weber
- 1915 : Hypocrites, de Lois Weber
- 1915 : Buckshot John, de Hobart Bosworth
- 1915 : The Caprices of Kitty, de Phillips Smalley
- 1915 : Sunshine Molly, de Phillips Smalley e Lois Weber - cortometraje
- 1915 : Captain Courtesy, de Phillips Smalley y Lois Weber
- 1915 : Help Wanted, de Hobart Bosworth
- 1915 : Betty in Search of a Thrill, de Phillips Smalley y Lois Weber
- 1915 : The Wild Olive, de Oscar Apfel
- 1915 : The Rug Maker's Daughter, de Oscar Apfel
- 1915 : Kilmeny, de Oscar Apfel
- 1915 : The Majesty of the Law, de Julia Crawford Ivers
- 1915 : Peer Gynt, de Oscar Apfel y Raoul Walsh
- 1915 : The Yankee Girl, de Jack J. Clark
- 1915 : The Gentleman from Indiana, de Frank Lloyd
- 1915 : Jane, de Frank Lloyd
- 1916 : The Tongues of Men, de Frank Lloyd
- 1916 : The Call of the Cumberlands, de Frank Lloyd
- 1916 : Madame la Presidente, de Frank Lloyd
- 1916 : Ben Blair, de William Desmond Taylor
- 1916 : The Code of Marcia Gray, de Frank Lloyd
- 1916 : The Heart of Paula, de Julia Crawford Ivers y William Desmond Taylor
- 1916 : David Garrick, de Frank Lloyd
- 1916 : Davy Crockett, de William Desmond Taylor
- 1916 : An International Marriage, de Frank Lloyd
- 1916 : The Stronger Love, de Frank Lloyd
- 1916 : The House of Lies, de William Desmond Taylor
- 1916 : The Intrigue, de Frank Lloyd
- 1916 : Her Father's Son, de William Desmond Taylor
- 1916 : The Right Direction, de E. Mason Hopper
- 1916 : Redeeming Love, de William Desmond Taylor
- 1917 : The Spirit of Romance, de E. Mason Hopper
- 1917 : The Hidden Spring, de E. Mason Hopper
- 1917 : Down to Earth, de John Emerson
- 1917 : The Man from Painted Post, de Joseph Henabery
- 1917 : The Little Patriot, de William Bertram
- 1918 : Stella Maris, de Marshall Neilan
- 1918 : Daddy's Girl, de William Bertram
- 1918 : Amarilly of Clothes-Line Alley, de Marshall Neilan
- 1918 : The White Man's Law, de James Young
- 1918 : How Could You, Jean?, de William Desmond Taylor
- 1918 : In Judgment of..., de George D. Baker y Will S. Davis
- 1918 : He Comes Up Smiling, de Allan Dwan
- 1918 : A Romance of the Air, de Franklin B. Coates y Harry Revier
- 1918 : Wild Honey, de Francis J. Grandon
- 1918 : The Squaw Man, de Cecil B. DeMille
- 1919 : Jane Goes A' Wooing, de George Melford
- 1919 : You Never Saw Such a Girl, de Robert G. Vignola
- 1919 : The Home Town Girl, de Robert G. Vignola
- 1919 : Beware!, de William Nigh
- 1919 : A Rogue's Romance, de James Young
- 1919 : My Little Sister, de Kenean Buel
- 1919 : A Sporting Chance, de George Melford
- 1919 : Through the Wrong Door, de Clarence G. Badger
- 1919 : Lord and Lady Algy, de Harry Beaumont
- 1919 : Strictly Confidential, de Clarence G. Badger
- 1919 : Almost a Husband, de Clarence G. Badger
- 1919 : A Misfit Earl, de Ira M. Lowry
- 1920 : The Cup of Fury, de T. Hayes Hunter
- 1920 : Judy of Rogue's Harbor, de William Desmond Taylor
- 1920 : Don't Ever Marry, de Victor Heerman y Marshall Neilan
- 1920 : Simple Souls, de Robert Thornby
- 1920 : Heritage, de William L. Roubert
- 1920 : The Blue Moon, de George L. Cox
- 1920 : Man and Woman, de Charles Logue y B.A. Rolfe
- 1920 : She Couldn't Help It, de Maurice Campbell
- 1920 : Her First Elopement, de Sam Wood
- 1921 : One Wild Week, de Maurice Campbell
- 1921 : The Man Worthwhile, de Romaine Fielding
- 1921 : The Infamous Miss Revell, de Dallas M. Fitzgerald
- 1922 : The Trap, de Robert Thornby
- 1922 : The Crossroads of New York, de F. Richard Jones
- 1922 : The Fast Freight, de James Cruze
- 1922 : While Satan Sleeps, de Joseph Henabery
- 1922 : The Impossible Mrs. Bellew, de Sam Wood
- 1923 : Jazzmania, de Robert Z. Leonard
- 1923 : Sawdust, de Jack Conway
- 1926 : Rainbow Riley, de Charles Hines
- 1926 : The Brown Derby, de Charles Hines